# Kinetoterapie

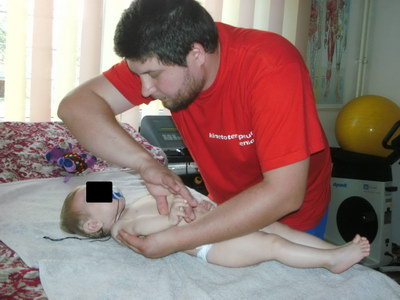
Kinetoterapeut

Kinetoterapia, sau chinetoterapia, denumită și chineziterapie sau kinetologie medicală, este o ramură a medicinei fizice și de reabilitare care se traduce ca terapie prin mișcare. Se folosește pentru recuperare medicală și constă, pe lângă efectuarea unor exerciții, într-un ansamblu de tehnici și metode aplicate în funcție de fiecare persoană și afecțiunea pe care o prezintă. Kinetoterapia face parte din medicină fizică și studiază mecanismele neuromusculare și articulare care îi asigură omului activitățile motrice normale. Are la bază mișcarea efectuată prin programe de recuperare medicală bine structurate, ce au ca scop refacerea unor funcții diminuate. 
Programele de kinetoterapie sunt special concepute ținând cont de constituția pacientului, vârsta, afecțiunea pe care o are, tipul de activitate pe care îl desfășoară, stadiul de evoluție a bolii, existența altor afecțiuni. În cadrul programelor fiecare pacient este abordat individual, beneficiază de supraveghere specializată din partea unui kinetoterapeut.
Din punct de vedere al pașilor care se efectuează în vederea aplicării cu succes a kinetoterapiei, un specialist va folosi următoarea abordare:
- Evaluare inițială amănunțită a pacientului
- Elaborarea unui program de recuperare/profilaxie specific
- Efectuarea cu regularitate a ședințelor de kinetoterapie
- Îndrumarea pacientului să efectueze lucru individual în afara ședințelor
- Reevaluare periodică pentru a putea monitoriza rata de progres și a ajusta constant programele de recuperare folosite.

## Obiectivele tratamentului kinetoterapeutic
Principalele obiective ale tratamentului kinetoterapeutic sunt următoarele:
- Relaxarea
- Corectarea posturii și aliniamentului corporal
- Creșterea mobilității articulare
- Creșterea forței musculare
- Creșterea rezistenței musculare
- Creșterea coordonării, controlului și echilibrului
- Corectarea deficitului respirator
- Antrenamentul la efort
- Reeducarea sensibilității

## Recuperare medicală
Din punct de vedere al eficienței, kinetoterapia reprezintă un adjuvant major în promovarea unei stări optime de sănătate în rândul populației. Atunci când se vorbește despre kinetoterapie, prima referire ține în mod direct de latura de recuperare medicală având în vedere afecțiuni precum:
- Accidente
- Fracturi osoase
- Entorse și luxații articulare
- Boli degenerative precum gonartroza și coxartroza
- Afecțiuni ale coloanei vertebrale, precum herniile de disc
- Afecțiuni neurologice.

## Kinetoprofilaxia
Cea de a doua latură care intră în aria kinetoterapiei poartă denumirea de kinetoprofilaxie și reprezintă un ansamblu de mijloace și metode prin care, în cazul persoanelor clinic sănătoase sau cu probleme de sănătate minore, se iau măsuri de prevenire a apariției unor stări patologice precum: dureri ale coloanei vertebrale, hipertensiune arterială, hipercolesterolemie, exces ponderal, Tâtulburări de postură și dinamică. 
Kinetoprofilaxia, dupa Sbenghe, este aplicarea exercițiilor aerobice pe principiile științei antrenamentului medical și se aplică:
- persoanei sănătoase pentru a-l feri de boli sau de apariția sindromului de decondiționare fizică (profilaxie de gradul I);
- persoanei vârstnice la care decondiționarea a apărut pentru a-l feri de agravarea si organicizarea ei (profilaxie de gradele I si II);
- peroanei bolnave (cu boli cronice) pentru a-l feri de apariția unor agravări sau complicații ale acestor boli (profilaxie de gradul III).

## Cadrul legal
Pentru exercitarea profesiei de fizioterapeut pe teritoriul României, persoanele care dețin un titlu oficial de calificare în fizioterapie prevăzut la art. 11 din Legea nr. 229/2016 privind organizarea și exercitarea profesiei de fizioterapeut, precum și pentru înființarea, organizarea și funcționarea Colegiului Fizioterapeuților din România (CFZRO), cu modificările ulterioare, au obligația să se înscrie în Colegiul Fizioterapeutilor din Romania , Colegiul reprezentand cadrul legal al exercitarii profesiei. Exercitarea profesiei de Fizioterapeut se face pe baza Autorizatiei de Libera Practica si Avizul anual eliberate de CFZRO
În perioada 29-31 octombrie 2009, la București s-a desfășurat al VII-lea Congres de Kinetoterapie, care a avut ca obiectiv legiferarea Ordinului Kinetoterapeuților.
În perioada 15-18 aprilie 2010, s-a desfășurat la Moneasa al III-lea Congres Balcanic de Kinetoterapie, care a avut ca obiectiv constituirea Forumului Formatorilor in Kinetoterapie.

## Contraindicații

### Relative
- Condiții după operația spinării cu anchiloză
- Chirurgia articulațiilor în perioada postoperatorie timpurie
- Leziuni acute cu rupturi ale tendoanelor și ale mușchilor
- Decompensarea sistemului cardiovascular, respirator, ficatului și rinichilor de mai sus.
- Cancerul coloanei vertebrale și articulațiilor

### Absolute
- Oncologie malignă
- Hemoragii deschise și închise
- Pre-infarct sau stare pre-accident vascular cerebral
- Fractura oaselor tubulare (până la îmbinare)

## Kinetoterapie la copii
Kinetoterapia la copii este esențială în corectarea deficiențelor motorii și îmbunătățirea mobilității. Aceasta este utilă în tratarea unora dintre afecțiunile neurologice, cum ar fi paralizia cerebrală, ataxia sau alte tulburări de coordonare centrală, prin exerciții pentru creșterea forței musculare, a echilibrului și a coordonării. Există diferite terapii care sunt destinate îmbunătățirii funcțiilor neurologice prin integrarea reflexelor primitive și stimularea funcțiilor motorii și cognitive, ajutând astfel în tratarea acestor afecțiuni.
Fizioterapia se concentrează, la rândul ei, pe reducerea durerii și îmbunătățirea funcției musculare și articulare. În cazul tulburărilor neurologice, aceasta poate include tehnici avansate care sunt utilizate pentru a stimula regenerarea țesuturilor și pentru a reduce inflamația, sprijinind astfel procesul de recuperare.
Așadar, fizioterapia și kinetoterapia la copii cu tulburări neurologice pot aduce o multitudine de beneficii în planul de tratament prin faptul că:
- Îmbunătățesc mobilitatea și funcția motorie prin exerciții specifice care întăresc mușchii și îmbunătățesc coordonarea.
- Previn și corectează deformările prin exerciții terapeutice și intervenții adecvate, acest lucru fiind deosebit de important pentru copii, deoarece sistemul lor musculo-scheletal este în creștere și adaptare.
- Îmbunătățesc coordonarea și echilibrul prin dezvoltarea acestor abilități, utilizând diferite exerciții care stimulează sistemul nervos central și promovează conexiuni neuronale mai eficiente.
- Promovează independența funcțională - obiectivul principal al terapiilor fiind acela de a ajuta copiii să devină cât mai independenți posibil și să necesite cât mai puțină asistență.
- Îmbunătățesc calitatea vieții, contribuind la starea generală de bine a copilului. Capacitatea de a se mișca și de a interacționa mai bine cu mediul poate avea un impact pozitiv asupra încrederii și stării emoționale ale copilului.
- Dacă intervenția este făcută timpuriu, șansele ca un copil să își dezvolte abilitățile motorii mai eficient și să evite complicațiile pe termen lung sunt mai mari. Intervenția timpurie poate preveni deteriorarea funcțională și poate stimula recuperarea motorie.
- Fizioterapia și kinetoterapia sunt adaptate nevoilor individuale ale fiecărui copil, ceea ce permite o abordare specifică și eficientă. Fiecare plan de tratament este creat pentru a se potrivi cu capacitățile și obiectivele unice ale copilului.
- Prin tratamentul tulburărilor de somn pe care copiii cu tulburări neurologice le prezintă, simptomele neurologice pot fi ameliorate, iar calitatea vieții îmbunătățită.